# إيميديو نوفي
إيميديو نوفي (بالإيطالية: Emiddio Novi)‏‏ (1946-2018) هوَ صحفي وسياسي إيطالي. وُلدَ في 1 يناير 1946 في سانت أغاتا دي بوليا وتوفي فيها في 24 أغسطس 2018.